# 孔斯坦范登斯托克球場
孔斯坦范登斯托克球場（Constant Vanden Stock Stadium）是布魯塞爾安德萊赫特市的一個足球場。它是皇家安德列治體育會的主场。它還主辦了歐洲國家杯1972年歐洲國家杯半決賽匈牙利對蘇聯的比賽，以及比利時國家足球隊的幾場比賽。